# 樋川純
樋川　純（といかわ　じゅん、1963年7月12日 - ）は、神奈川県出身の、日本の柔道選手である。階級は95kg超級。現役時代は身長180cm。体重120kg。

## 経歴
東海大相模高校3年の時にインターハイ団体戦で優勝した。新人体重別95kg超級では3位になった。1982年に東海大学へ入学すると、1年の時には新人体重別で3位だった。2年の時には正力杯で3位だったが、新人体重別では近畿大学2年の岡田龍司を破って優勝した。正力国際の団体戦では決勝のソ連戦で勝利したものの、チームは敗れて2位だった。3年の時には優勝大会の3連覇に貢献して優勝選手に選ばれた。正力国際の団体戦では決勝のソ連戦で敗れたものの、チームは優勝を飾った。4年の時には全日本選手権の準々決勝で、今大会が引退試合となった大学の指導者でもある山下泰裕に横四方固で敗れた。山下にはよく稽古を付けて貰っていたが、普段の練習ではそれほど差がなかったのに、いざ試合になったら全く別だったという。優勝大会では3位にとどまった。1986年には東海大学の大学院へ進むと、1987年の講道館杯決勝では後輩である東海大学3年の多田隈和博を破って優勝した。体重別では3位だった。1988年には旭化成延岡の所属になると、講道館杯では3位だったが、実業個人選手権で優勝した。1989年の講道館杯では決勝で新日鉄広畑の岡泉淳に敗れて2位だった。1991年の実業個人選手権では優勝した。

## 戦績
- 1981年 -　インターハイ　団体戦　優勝
- 1981年 -　新人体重別　3位
- 1982年 -　優勝大会　優勝
- 1982年 -　新人体重別　3位
- 1983年 -　正力杯　3位
- 1983年 -　優勝大会　優勝
- 1983年 -　新人体重別　優勝
- 1984年 -　正力国際　団体戦　2位
- 1984年 -　正力杯　3位
- 1984年 -　優勝大会　優勝
- 1985年 -　正力国際　団体戦　優勝
- 1985年 -　優勝大会　3位
- 1987年 -　講道館杯　優勝
- 1987年 -　体重別　3位
- 1988年 -　講道館杯　3位
- 1989年 -　講道館杯　2位
- 1988年 -　実業個人選手権　優勝
- 1989年 -　実業個人選手権　2位
- 1991年 -　実業個人選手権　優勝
- 1992年 -　実業個人選手権　3位

(出典、JudoInside.com)。